# تیم ملی بسکتبال آلمان
تیم ملی بسکتبال آلمان، نام تیم رسمی بزرگسالان کشور آلمان و از تیمهای برتر بسکتبال جهان است.
این تیم در رده‌بندی جهانی فیبا در سال ۲۰۱۲ در مقام چهاردهم قرار داشت.

## بازیکنان کنونی
- درک نویتسکی
- کریس کامان
- شودوره